# Żurrieq

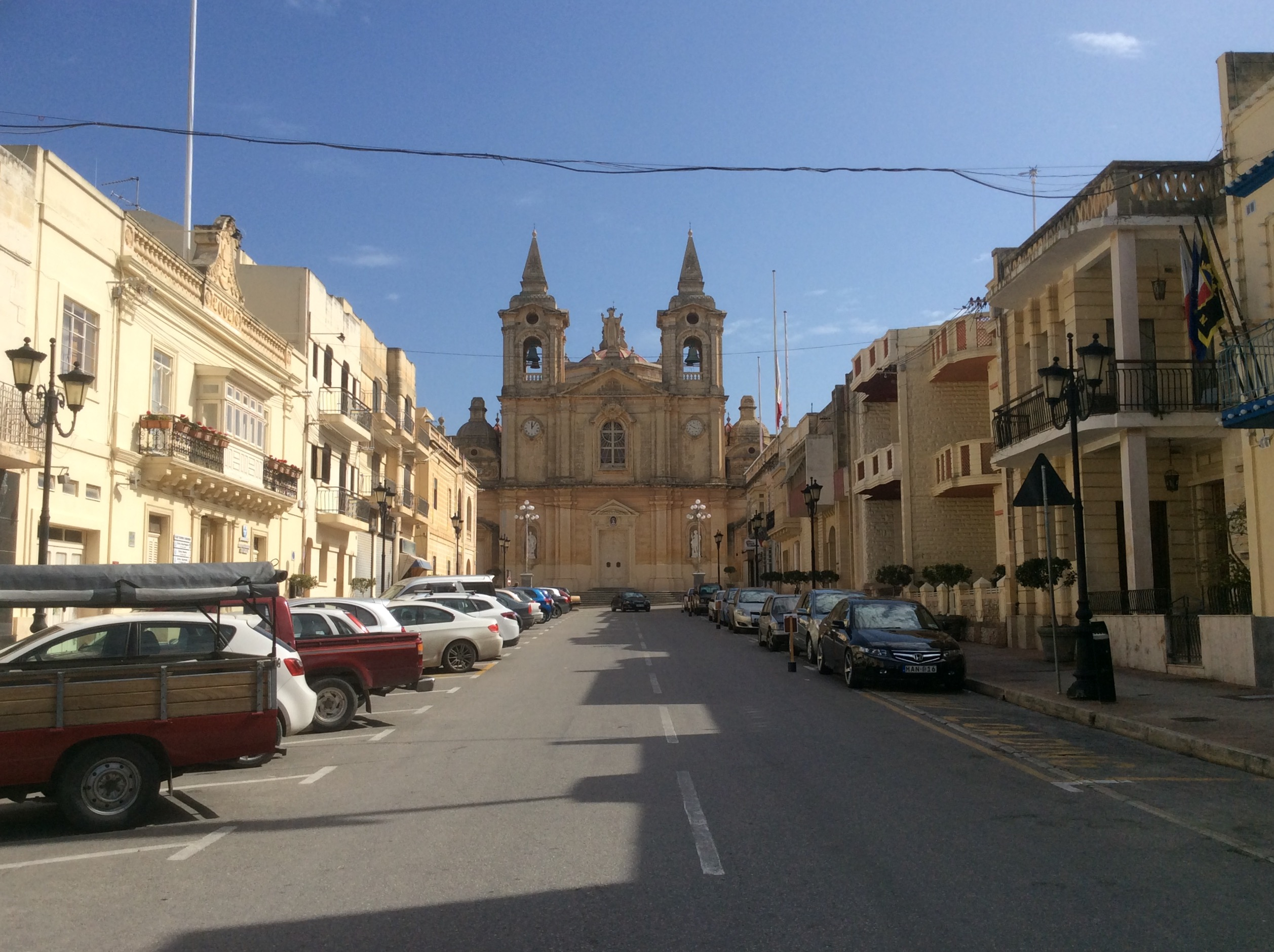
Igreja de Catarina de Alexandria

Żurrieq é um povoado da ilha de Malta em Malta. Com uma população de 11 823 em 2014. Sua paróquia, dedicada a Catarina de Alexandria, é uma das mais antigas do país, documentada em 1436.